# Jan Šeda
Jan Šeda (* 17. prosince 1985 Vysoké Mýto) je český profesionální fotbalový brankář, který chytá v českém klubu FK Mladá Boleslav.
Mimo ČR působil na klubové úrovni v Nizozemsku a Indii.

## Klubová kariéra
Svoji fotbalovou kariéru začal v Mladé Boleslavi, kde se postupně propracoval přes mládežnické kategorie do prvního mužstva. Za A-týmu ale především nastupoval jako druhý brankář, když kryl záda Miroslavu Millerovi. Větší prostor dostal v sezoně 2008/09, kdy odchytal 14 zápasů.
V létě 2013 mužstvo opustil a zamířil na hostování do nizozemského RKC Waalwijk. 2. února 2014 vychytal nulu v ligovém utkání proti PSV Eindhoven (2:0) a byl vyhlášen hvězdou zápasu, bylo to jeho páté vychytané čisté konto v sezóně. Čisté konto vychytal předtím např. i proti Ajaxu Amsterdam. Po sezoně 2013/14 se vrátil do FK Mladá Boleslav.
V létě 2014 po návratu z RKC se nevešel do sestavy Boleslavi a odešel hostovat do nově zformované indické ligy Indian Super League (ISL), kde byl draftován klubem FC Goa z 2. kola. S týmem skončil na konci ročníku 2014 v semifinále (vyřazení pozdějším vítězem, týmem Atlético de Kolkata v penaltovém rozstřelu po dvou nerozhodných výsledcích 0:0), avšak ovládl statistiku brankářů ISL v počtu vychytaných zápasů bez inkasovaného gólu (tzv. čisté konto), dokázal to celkem sedmkrát.
V podzimní části sezony 2017/18 hostoval v klubu FK Teplice. Pro jarní část sezony 2017/18 se vrátil do Mladé Boleslavi.